# Lisa Petry
Lisa Petry (België, 12 februari 2001) is een voetbalspeelster uit België.
In 2021 stapt Petry over van Standard Luik naar KRC Genk Ladies.

## Statistieken
| Seizoen | Club            | Land   | Competitie   | Wedstrijden | Doelpunten |
| ------- | --------------- | ------ | ------------ | ----------- | ---------- |
| 2017/18 | Standard Luik   | België | Super League |             |            |
| 2020/21 | Standard Luik   | België | Super League |             |            |
| 2021/22 | KRC Genk Ladies | België | Super League |             |            |
| Totaal  | Totaal          | Totaal | Totaal       | --          | --         |

Laatste update: sep 2021

## Interlands
Petry speelt voor de Red Flames, het Belgisch voetbalelftal.